# رام گوپال وارما
رام گوپال وارما (انگلیسی: Ram Gopal Varma؛ زادهٔ ۷ آوریل ۱۹۶۲) یک کارگردان، تهیه‌کننده و فیلم‌نامه‌نویس اهل هند است.
وی همچنین برنده جوایزی همچون جوایز فیلم‌فیر شده‌است.

## فیلم‌شناسی
- پول (تهیه‌کننده)
- از اعماق دل... (تهیه‌کننده)
- راه (تهیه‌کننده)
- شوک (تهیه‌کننده، نویسنده)
- قرارداد (کارگردان)
- بستنی (کارگردان)
- تهاجم (کارگردان)
- نبرد (کارگردان)
- چه کسی؟ (کارگردان)
- فوت کردن (کارگردان)
- سیوا (کارگردان)